# Pogańskie gwary z Narewu

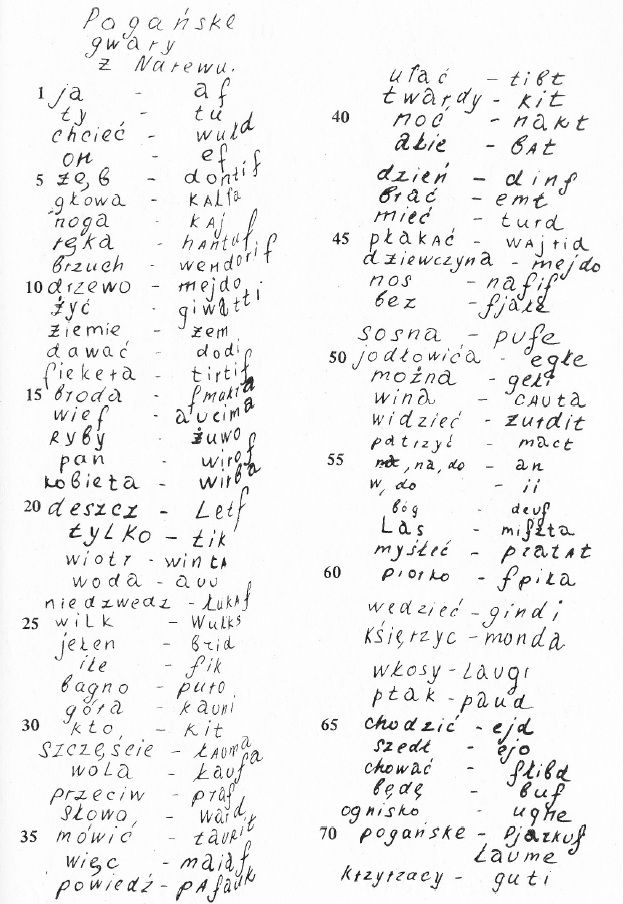
Pierwsza strona słowniczka – odpis wykonany przez W. Zinowa w 1978

Pogańskie gwary z Narewu, także słowniczek Zinowa – słowniczek polsko-jaćwieski, zawierający 215 wyrazów, pochodzący zapewne z XVI lub XVII wieku, znany z dwudziestowiecznego odpisu.

## Historia odkrycia i kwestia autentyczności
W 1978 białoruski poszukiwacz pamiątek historycznych Wiaczesław Zinow, wówczas osiemnastoletni, kupił we wsi położonej niedaleko polskiej granicy łacińską książkę o tematyce religijnej, na końcu której znajdował się rękopiśmienny słowniczek o tytule zapisanym jako „Pogańske gwary z Narewu”. Zainteresowany tym odkryciem skopiował całość do notatnika. Niedługo później Zinow został powołany do odbycia służby wojskowej; jego rodzice, przerażeni możliwymi w warunkach ówczesnych realiów Związku Radzieckiego konsekwencjami gromadzenia przez syna przedmiotów związanych z religią, zniszczyli tę część jego zbiorów, w tym książkę. Zachował się jedynie odpis. Zinau przesłał ten odpis litewskiemu lingwiście Zigmasowi Zinkevičiusowi, który opublikował go po raz pierwszy w roku 1984.
Początkowo wyrażano obawy, czy dokument nie jest sprytnym fałszerstwem. Dziś jednak częściej przyjmuje się autentyczność słowniczka i jego związek z językiem jaćwieskim.

## Zawartość dokumentu
Oryginał dokumentu datuje się w przybliżeniu na okres 1670–1730. Dokument zawiera 215 lematów polskich (w peryferyjnym dialekcie północno-wschodnim) przetłumaczonych na język (najprawdopodobniej) jaćwieski, choć zastanawiano się też, czy ewidentnie bałtyjski język dokumentu jest dialektem litewskim, czy rzeczywistym świadectwem języka jaćwieskiego. 
Dokument świadczy również, że na przełomie XVI i XVII wieku chrystianizacja dawnej Jaćwieży nie była jeszcze zakończona. 